# Nabowla
Nabowla är en ort i Australien. Den ligger i kommunen Dorset och delstaten Tasmanien, i den sydöstra delen av landet, omkring 190 kilometer norr om delstatshuvudstaden Hobart. Antalet invånare är 219.
Runt Nabowla är det mycket glesbefolkat, med 2 invånare per kvadratkilometer.. Närmaste större samhälle är Scottsdale, omkring 13 kilometer öster om Nabowla. 
I omgivningarna runt Nabowla växer i huvudsak städsegrön lövskog. Genomsnittlig årsnederbörd är 1 078 millimeter. Den regnigaste månaden är augusti, med i genomsnitt 150 mm nederbörd, och den torraste är januari, med 35 mm nederbörd.